# Chenal de la Culbute
Pour les articles homonymes, voir Chenal.

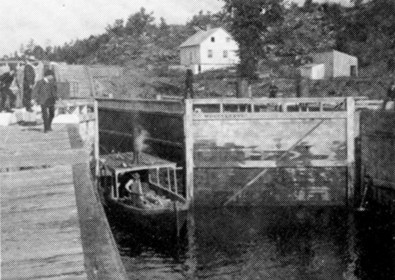
Chenal de la Culbute

Les écluses du chenal de la culbute sont situées sur la rivière des Outaouais, plus précisément au nord-est de l'Isle-aux-Allumettes, sur le chenal nord nommé Petites Allumettes, à 8 km du village de Chapeau, Québec, Canada. Il n'en reste maintenant que quelques vestiges.
Les rapides du chenal de la Culbute ne pouvaient pas être franchis sans portage et bloquaient ainsi le passage des bateaux de transport du lac Coulonge au lac des Allumettes.
Commencée en 1873, la construction se poursuit durant 3 années.  Les écluses sont composées de deux sections de 200 pieds de long (60 m) et 45 pieds (14 m) de large.
Elles seront utilisées jusqu'en 1889 puis laissées à l'abandon. Le transport par bateau périclite. On compte désormais sur le chemin de fer pour accélérer le développement des régions.